# Kyle Beckerman
Kyle Robert Beckerman (Crofton, Maryland, 1982. április 23. –) amerikai válogatott labdarúgó, jelenleg a Real Salt Lake játékosa.

## Sikerek
Real Salt Lake
- MLS Cup (1): 2009
- MLS Western Conference (1): 2013
- MLS Eastern Conference (1): 2009

USA
- CONCACAF-aranykupa (1): 2013

## Statisztika

### Góljai a válogatottban
|    | Időpont          | Helyszín                                   | Ellenfél | Gólok | Eredmény | Kiírás                     |
| -- | ---------------- | ------------------------------------------ | -------- | ----- | -------- | -------------------------- |
| 1. | 2009. július 18. | Lincoln Financial Field, Philadelphia, USA | Panama   | 1–1   | 2–1      | 2009-es CONCACAF-aranykupa |

## Fordítás
- Ez a szócikk részben vagy egészben  a   Kyle Beckerman című angol Wikipédia-szócikk fordításán alapul.  Az eredeti cikk szerkesztőit annak laptörténete sorolja fel. Ez a jelzés csupán a megfogalmazás eredetét és a szerzői jogokat jelzi, nem szolgál a cikkben szereplő információk forrásmegjelöléseként.